# Mujeres (canción)
«Mujeres» es una canción del cantante guatemalteco Ricardo Arjona. Es considerado, junto con Jesús es verbo, no sustantivo e Historia de taxi como uno de los temas más representativos de este autor.
Fue escrita en el año 1992 en el baño de una disquera y grabada y presentada en el álbum Animal nocturno. Se convirtió en uno de los temas más sonados en Latinoamérica.

## Descripción
Mujeres, detalla desde el punto de vista masculino, hasta donde llegarían los hombres por agradecer, querer, y hasta adorar a una mujer.

## Reediciones
Ricardo Arjona ha reeditado esta canción en varios discos
-1999: Álbum Vivo, Versión en vivo
-2000 Álbum 12 Grandes Éxitos, Versión en portugués
-2004: Álbum solo, Versión Acústica
-2007: Álbum Quien dijo ayer 
-2008: Álbum Simplemente Lo Mejor
-2009: Álbum Primera Fila de Thalía canta la canción en su álbum en directo.
-2009: Álbum Trópico Elvis Crespo canta la canción en el álbum de Ricardo Arjona.
-2013: Álbum Metamorfosis En Vivo, Versión en vivo
-2019: Álbum Circo Soledad En Vivo, Versión en vivo